# Cascate Kaieteur
Le cascate Kaietur si trovano all'interno del Kaieteur National Park in una porzione di foresta amazzonica appartenente alla regione Potaro-Siparuni della Guyana lungo il fiume Potaro.

## Galleria d'immagini

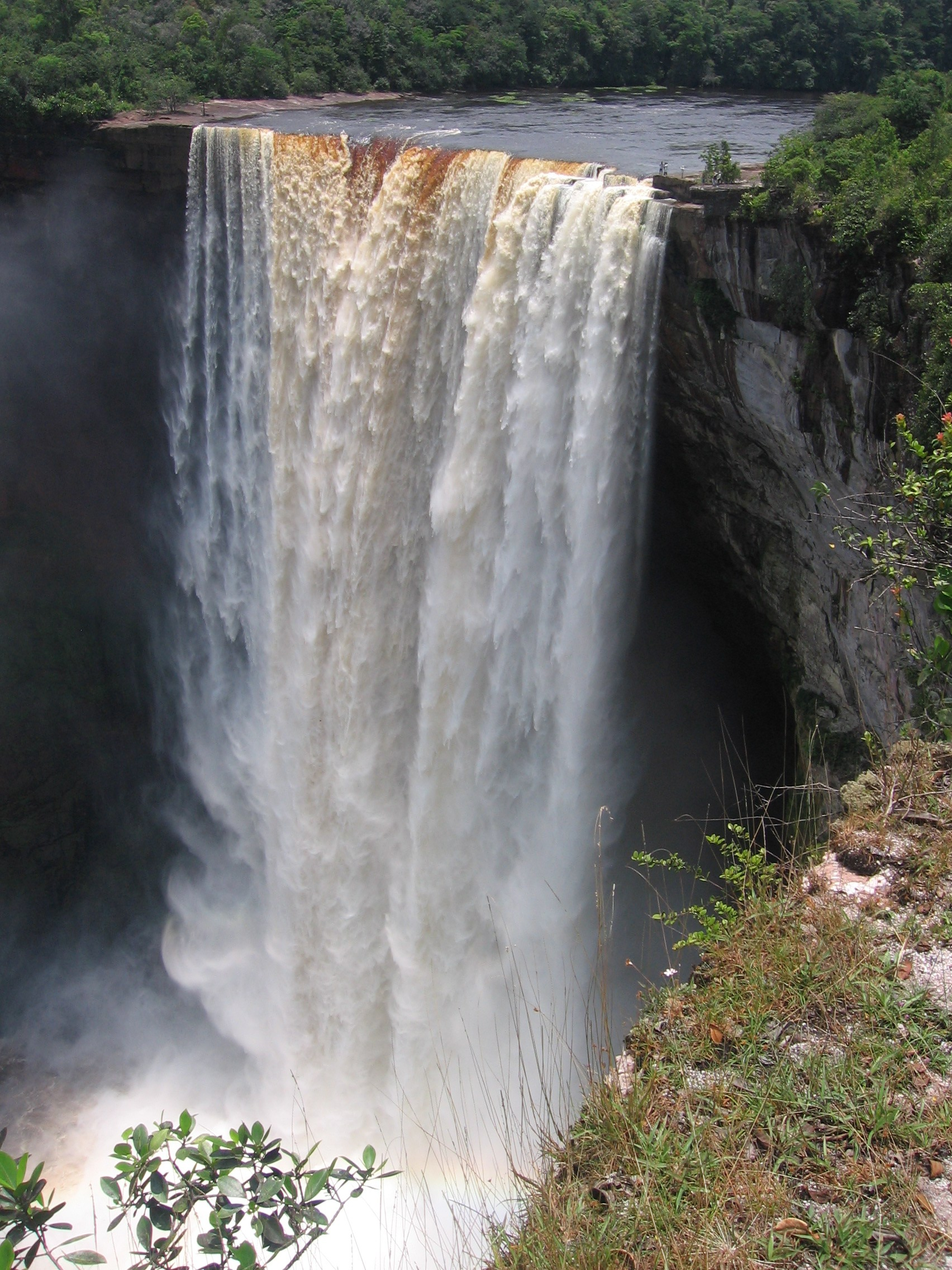
Cascate Kaieteur settembre 2007
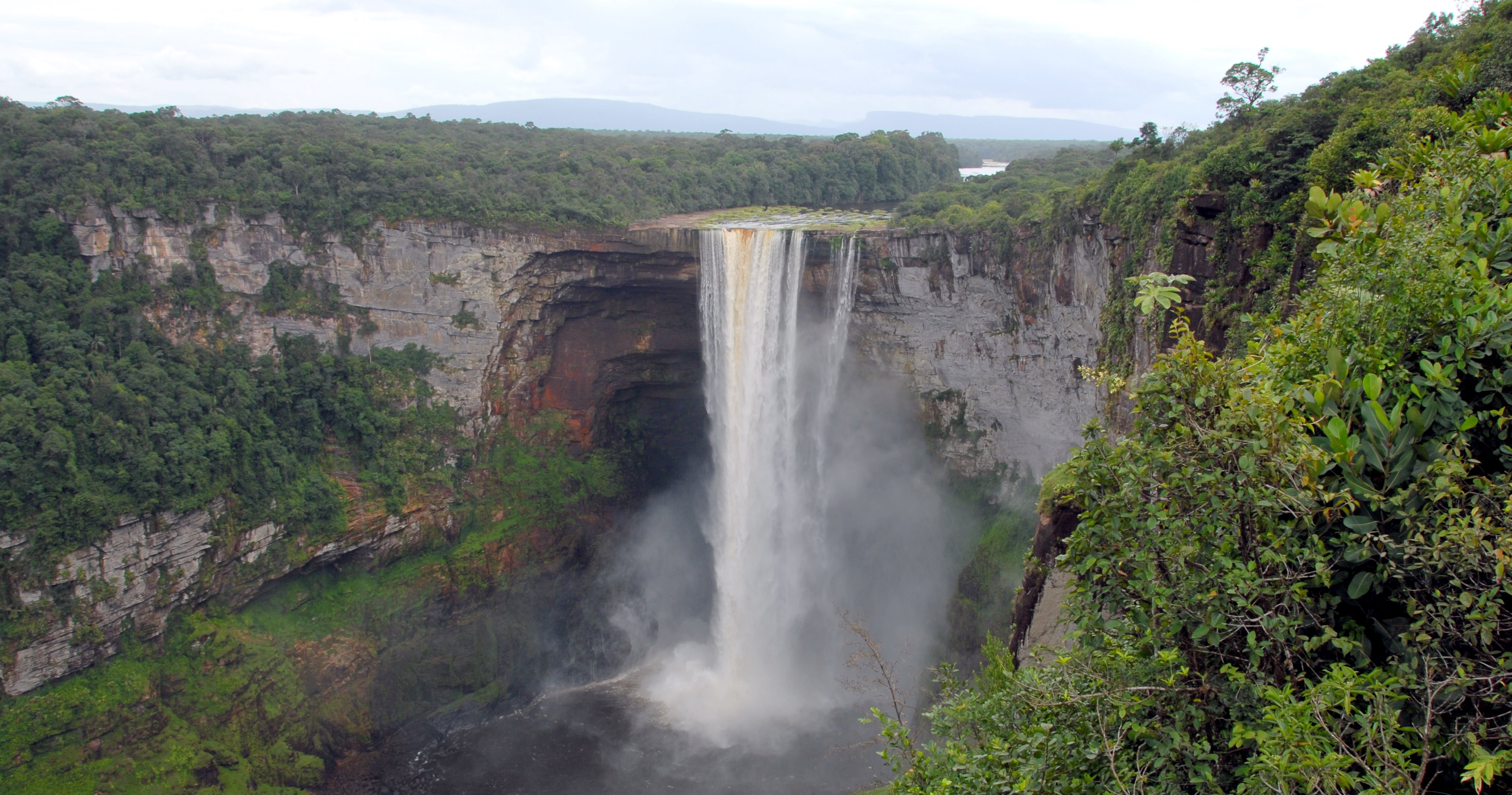
Cascate Kaietur durante la stagione secca febbraio 2007
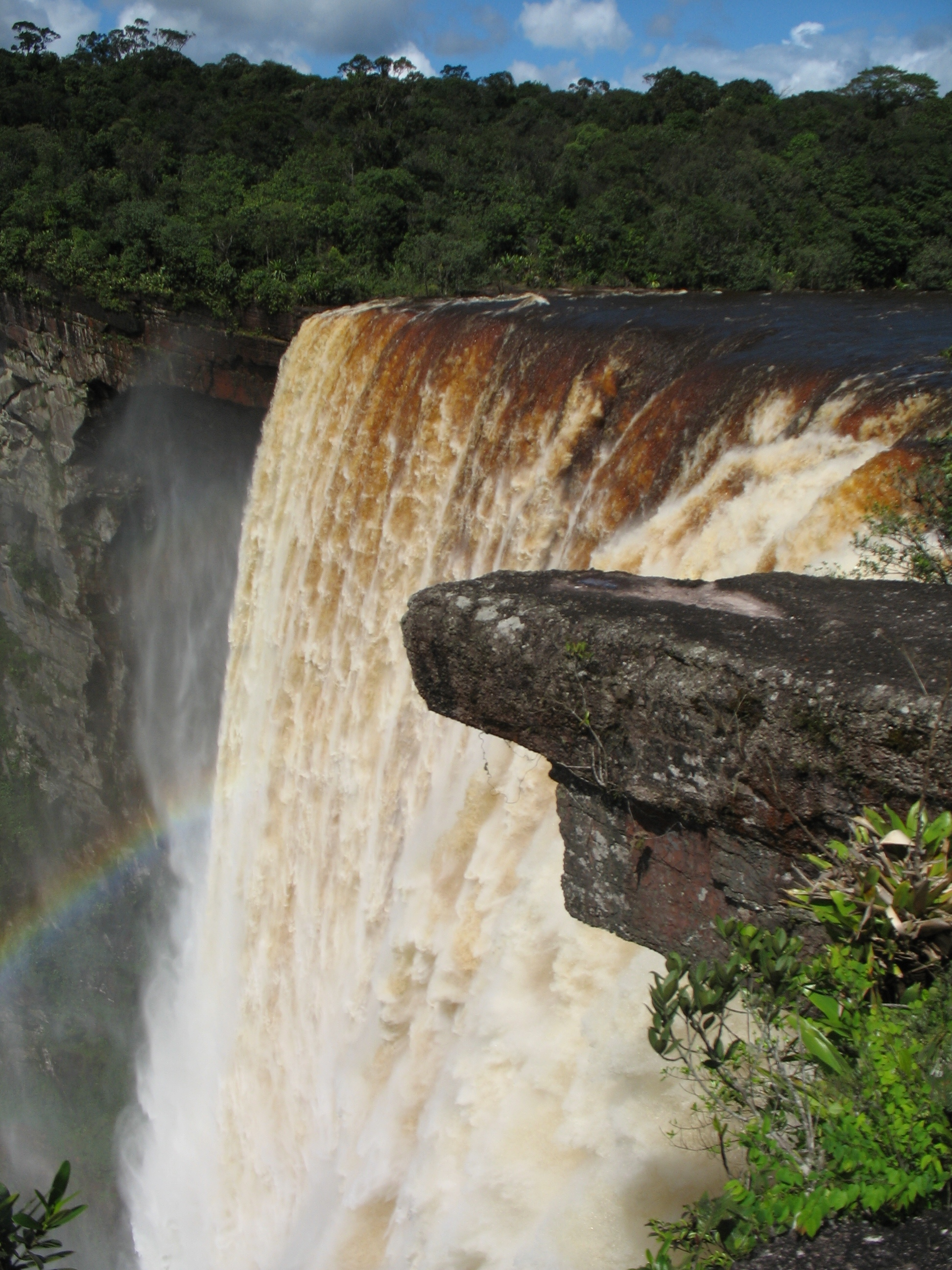
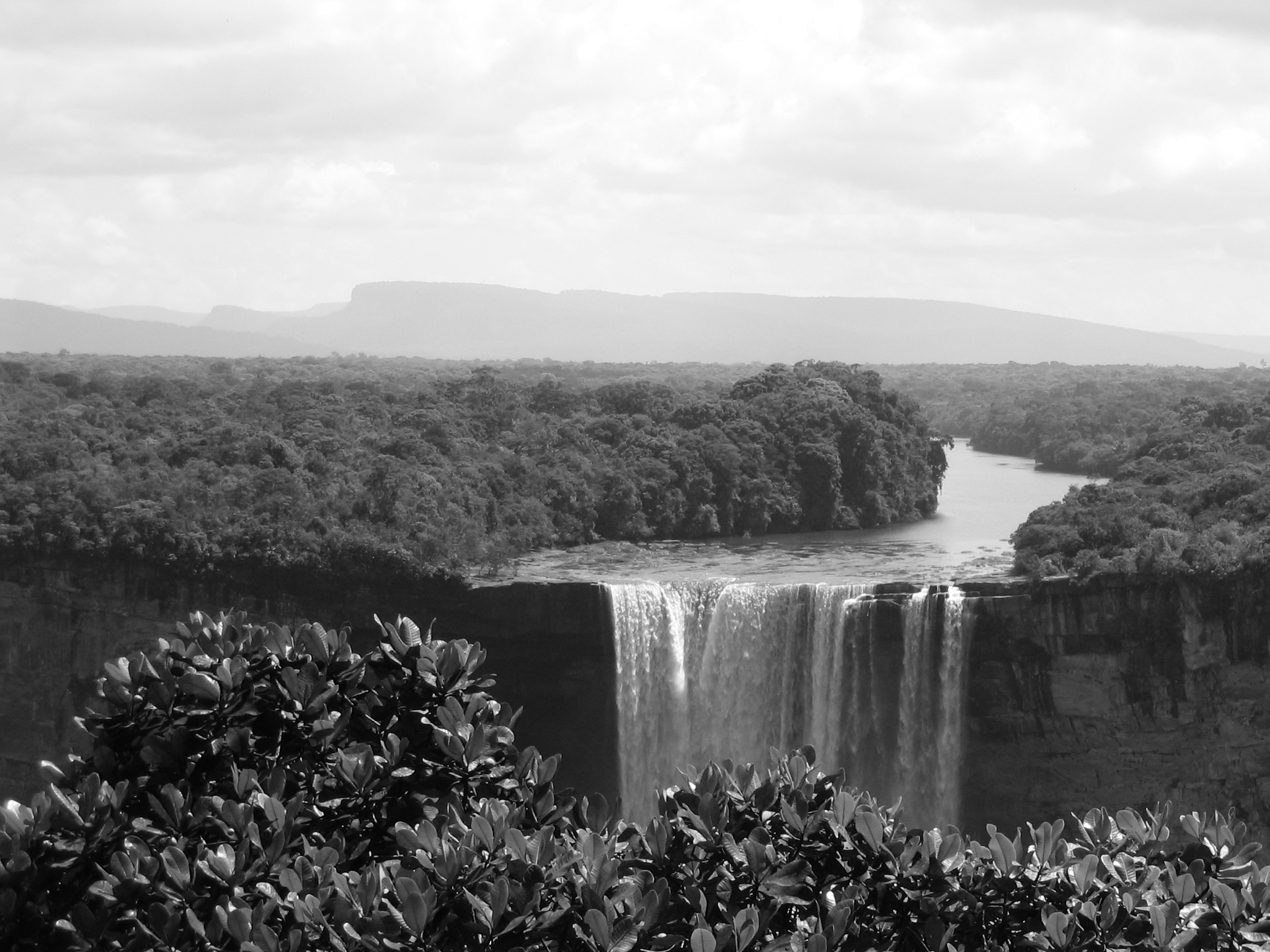